# Prosevania rutshurica
Prosevania rutshurica är en stekelart som först beskrevs av De Saeger 1943.  Prosevania rutshurica ingår i släktet Prosevania och familjen hungersteklar. Inga underarter finns listade i Catalogue of Life.